# Zuidelijke Nederlanden

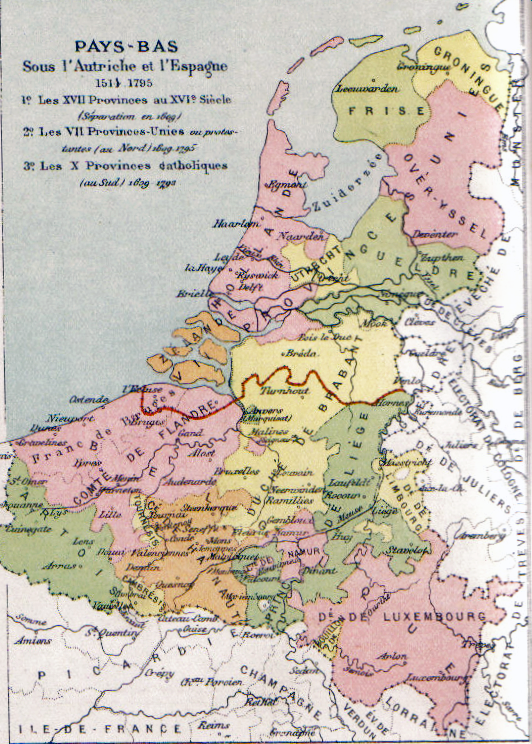
De Lage Landen (met Prinsbisdom Luik, Abdijvorstendom Stavelot-Malmedy en Hertogdom Bouillon) onder Spaans en Oostenrijks gezag, met in het rood de scheidingslijn tussen Noordelijke en Zuidelijke Nederlanden

De Zuidelijke Nederlanden, ook wel de Katholieke Nederlanden genoemd, is de (verzamel)naam voor de verschillende landsheerlijkheden uit de Habsburgse Nederlanden die onder het gezag van het Huis Habsburg bleven, nadat de zeven noordelijke provinciën zich in 1581 na een opstand hadden afgescheiden. Omdat de Habsburgse landsheer vanaf 1556 tevens koning van het Spaanse Rijk was, werden de Zeventien Provinciën als geheel toen de Koninklijke of Spaanse Nederlanden genoemd. Na de afscheiding was die benaming nog enkel op de Zuidelijke Nederlanden van toepassing. Geografisch gezien kunnen, naast de gebieden onder bewind van de Habsburgers, ook het prinsbisdom Luik en andere kleinere territoria tot de Zuidelijke Nederlanden gerekend worden. De Spaanse Successieoorlog werd in 1713 beëindigd met het Verdrag van Utrecht. De Zuidelijke Nederlanden waren daarbij toegewezen aan de Oostenrijkse tak van het Huis Habsburg en werden om die reden ook wel de Oostenrijkse Nederlanden of Belgium Austriacum genoemd.
Aan deze staatkundige eenheid van de Zuidelijke Nederlanden kwam een eind toen het gebied in 1795 door het revolutionaire Frankrijk geannexeerd werd en zij als Départements Réunis gedurende twintig jaar onder Frans beheer kwamen. Na het einde van de Franse revolutionaire en napoleontische oorlogen werd door de geallieerden tijdens het Congres van Wenen een nieuwe staat voorgesteld, die als buffer moest dienen tegen eventuele nieuwe Franse expansiedrang: het Verenigd Koninkrijk der Nederlanden (1815-1830). De noordelijke en zuidelijke provincies, ooit een statenbond, maar sinds de Vrede van Münster (1648) definitief gescheiden, werden weer samengevoegd en kwamen onder de heerschappij van koning Willem I der Nederlanden. Wel werd het betreffende gebied opnieuw aangeduid als de Zuidelijke Nederlanden, en zetelde de regering om beurten in Den Haag en Brussel.

## Ontstaan
Op 6 januari 1579 werd bij onderlinge overeenkomst de Unie van Atrecht opgericht en op 17 mei 1579 werd in de abdij van Sint-Vaast het Traktaat van Atrecht getekend, waarbij de gebieden van de unie, het graafschap Henegouwen, het graafschap Artesië en Rijsels-Vlaanderen, zich aan het begin van de Tachtigjarige Oorlog verzoenden met Filips II van Spanje en vrede sloten met Alexander Farnese, hertog van Parma, die ze als landvoogd erkenden. Hun voorbeeld werd in de loop van het jaar door de steden Mechelen en Nijvel in het hertogdom Brabant, en Aalst, Geraardsbergen, Broekburg en Belle in het graafschap Vlaanderen gevolgd. Hiermee werd de scheiding tussen de latere Noordelijke Republiek en de Zuidelijke Nederlanden ingezet.
De facto werd de scheiding met zwaar militair geweld bewerkstelligd door een veertien maanden durend Beleg van Antwerpen drie jaar later, en de noodgedwongen overgave door het stadsbestuur in 1585 op 27 augustus. Onder leiding van Alexander Farnese, hertog van Parma, had een groot leger de voorgaande jaren alle steden in de Zuidelijke Nederlanden veroverd. In augustus boekte Parma voor koning Filips II het grootste succes met de inname van Antwerpen door het Leger van Vlaanderen dat op zijn hoogtepunt ongeveer 90.000 manschappen kende. Voor de in die periode grootste en rijkste stad van Europa en de Lage Landen, betekende dit een zwaar verlies; de uitgehongerde troepen van Farnese plunderden alles, verkrachtten bewoners en staken veel gebouwen en huizen in brand. Tienduizenden burgers werden op de vlucht gejaagd. Het betekende het einde van de Gouden Eeuw van Antwerpen, waar de verdediging werd geleid door Filips van Marnix van Sint-Aldegonde.
De katholieke godsdienst werd verplicht gesteld. Parma forceerde hiermee een definitieve scheiding van de Noordelijke en Zuidelijke Nederlanden. Het prinsbisdom Luik bleef onafhankelijk.

## Opdeling
De Nederlanden raakten sindsdien als volgt verdeeld:
- Enerzijds de vrijgevochten zeven noordelijke gewesten (voortaan de Verenigde Provinciën en later de Republiek der Zeven Verenigde Nederlanden genoemd), met het calvinisme als overheersende godsdienst en een groeiende rol voor de Oranjedynastie en die in de 17de eeuw, mede dankzij de influx van Antwerpse handelaren een Gouden Eeuw beleefde.
- Anderzijds de tien zuidelijke gewesten, waar onder druk van het Spaanse Leger van Vlaanderen de Bourgondisch-Habsburgse dynastie als bestuurlijk heersers en de Rooms-Katholieke Kerk als godsdienstig heerser waren geïnstalleerd. Het calvinisme werd te vuur en te zwaard geweerd.

## Verder verloop
Na beëindiging van de Spaanse Successieoorlog in 1713 kwamen de Zuidelijke Nederlanden door het Vrede van Utrecht onder bewind van de Oostenrijkse Habsburgers en werden om die reden ook wel de Oostenrijkse Nederlanden of latine Belgium Austriacum genoemd. Echter, tussen 1706 en 1716 bleef het nog tien jaar onder een bezettingsbestuur, het Anglo-Bataafs Condominium genoemd, van de Britten en de Republiek, omdat Oostenrijk niet over de militaire middelen beschikte om een afdoende bescherming tegen Frankrijk te bieden. Alleen Namen en Luxemburg vielen hierbuiten.
Ook gedurende het Verenigd Koninkrijk der Nederlanden (1813-1830) werd het betreffende gebied wel aangeduid als de Zuidelijke Nederlanden. In 1830 (Belgische Revolutie) werden de Zuidelijke Nederlanden onafhankelijk van het Verenigd Koninkrijk der Nederlanden onder de naam België.